# Octavio Díaz
Octavio Díaz   (Argentina, 7 d'octubre de 1900 - Rosario, 11 de novembre de 1973) fou un futbolista argentí que jugava com a porter. Competí entre 1919 i 1931.
A nivell de clubs jugà durant tota la seva carrera esportiva al Rosario Central, amb qui guanyà diversos títols locals i una copa nacional, el 1920. Entre 1926 i 1928 va jugar nou partits amb la selecció nacional. Va ser membre de l'equip que va guanyar el Campionat Sud-americà de 1927. El 1928 va ser seleccionat per disputar els Jocs Olímpics d'Amsterdam, on l'equip argentí guanyà la medalla de plata en la competició de futbol.